# AT&T T-5
O AT&T T-5 (anteriormente chamado de Tempo 1 e DirecTV-5) é um satélite de comunicação geoestacionário construído pela Space Systems/Loral (SS/L), ele está localizado na posição orbital de 110 graus de longitude oeste e foi operado inicialmente pela DirecTV e posteriormente pela AT&T. O satélite foi baseado na plataforma LS-1300 e sua expectativa de vida útil é de 15 anos.

## Lançamento
O satélite foi lançado com sucesso ao espaço no dia 7 de maio de 2002, às 17:00:00 UTC, por meio de um veículo Proton-K/Blok-DM3, a partir do Cosmódromo de Baikonur no Cazaquistão. Ele tinha uma massa de lançamento de 3.640 kg.

## Capacidade e cobertura
O AT&T T-5 é equipado com 32 transponders em banda Ku para fornecer transmissão direta de televisão digital para os assinantes norte-americanos.